# Пескара (Фрозиноне)
Пескара је насеље у Италији у округу Фрозиноне, региону Лацио.
Према процени из 2011. у насељу је живело 52 становника. Насеље се налази на надморској висини од 125 м.